# Amblyopone oregonensis
Amblyopone oregonensis é uma espécie de formiga do gênero Amblyopone.